# In the Slot
In the Slot er et musikalbum fra 1975 af soul/funk-bandet Tower of Power. Albummet indeholder 12 numre.